# 인천구월서초등학교
인천구월서초등학교는 대한민국 인천광역시 남동구에 있는 공립 초등학교이다.

## 학교 연혁
- 1981년 10월 22일 : 인천구월서초등학교 설립 인가
- 1983년 3월 1일 : 개교

## 참고 자료
- 인천구월서초등학교 - 한국교육학술정보원 학교알리미